# ドアマイガーD
『ドアマイガーD』（ドアマイガーディー）は、2015年1月から同年3月まで放送された日本のテレビアニメ作品。

## 概要
2014年10月に制作が発表された。KBS京都とtvkの共同制作作品で、アニメーション制作はILCA京都スタジオ。
1970年代のスーパーロボットアニメ風に作られており、指定色通りの画像の彩度を低く補正してノイズやブラー、汚しや傷の素材と重ねるなど、あえて荒い画像に加工して4:3画面にサイドパネルを付加している。サイドパネルには、京菓子の豆知識や番組の裏設定などが表示される。

## キャラクター
京極大次郎（きょうごく だいじろう）
声 - 村井良大
主人公の16歳の少年。京菓子処・甘匠堂（かんしょうどう）の15代目（京菓子司）。入院中の祖父（14代目）に代わり、店を切り盛りする。夏越祓（6月30日）の日、店舗の地下に隠されていたドアマイガーDを発見し、搭乗してメカイジュウと戦う。
最終決戦後はドアマイガーDを封印し、京菓子の可能性を試すためにロバートと共にアメリカへ旅立った。
法堂アンナ（ほうどう アンナ）
声 - 成瀬瑛美（でんぱ組.inc）
テレビニュー京都の女子アナウンサー。甘匠堂に密着取材しており、ドアマイガーDの戦闘時には実況担当的ポジション。マイクを握るときに小指を立てる癖がある。
同期の女子アナ2人と「はんなりがあるず」というユニットを組んでいたが、彼女たちが寿退社したためにユニットは解散。それ以降、本格的報道アナへ路線変更する。
京極八九朗（きょうごく はちくろう）
声 - 大堀こういち
メカイジュウの出現場所にいた、高下駄を履いた謎の男（吹き矢男）。吹き矢で人間をメカイジュウに変貌させる。
実は大次郎の父。菓子作りの方向性で14代目と対立して家を飛び出し、15代目を継がずに独立していた。経験不足の息子を心配するあまり、メカイジュウを送っていた。
カメラマン・ヤスダ / 音声・スギヤマ / ディレクター・コバヤシ
アンナに同行するテレビニュー京都の取材クルーたち。
門剛利庵宋眼（もんごりあん そうげん）
声 - 辻本耕志
茶道の先生。頭にゲル型の帽子を乗せている。耳が悪い。
ロバート
声 - ロバート・ボールドウィン
ロバート☆スイーツ社社長。父には幼少時の体験から良い印象を持っていないが、それは愛情に飢えていたことの裏返しである。
最終決戦後は改心し、大次郎を連れてアメリカへ帰国した。
おじいちゃん
声 - 吉田ウーロン太
甘匠堂の14代目で、大次郎の祖父。入院中にテレビで大次郎の活躍やドアマイガーDの復活を知る。
甘之助（あまのすけ）
甘匠堂の2代目。宝永元年（西暦1704年）にドアマイガーDを製作開始、長い年月をかけてこれを完成させた。
甘左衛門（あまざえもん）
甘匠堂の初代。延宝8年（西暦1680年）に甘匠堂を創業した。
法堂ヨミ（ほうどう ヨミ）
アンナのご先祖の瓦版屋。
育花チル（いくばな チル）
声 - 白鹿はるの
小学生の女の子。クラスで育てていた花が枯れて落ち込んでいたが、大次郎の干菓子で元気を出す。

## メカニック

### ドアマイガーD
伝説の巨大製菓機人。顔が「甘」の形になっており、コクピットは京菓子作りの板場を模している。機体には蒸し器などの調理機能が搭載されており、その場で菓子を作ることができる。普段は店の地下庫に格納されており、出撃の際は木型に板付けされた状態から「打ち出し」される。背部には1対の翼が装備されており、大次郎の持つ木型の響きに反応して自動操縦で現場まで飛んでくることもできる。
はんなりビッグスライダー
敵を倒す際の必殺技。完成した京菓子を正座でスライディングしながら差し出し、それを食べさせる。その直後に「おあがりやす」と言いながら頭を下げると、敵は浄化される。技の名前は本編で語られておらず、DVD特典映像「大次郎のドアマイガーD大図鑑」にて判明した。
奥義D（伝承）モード
第13話にて登場した、金色に輝くドアマイガーDの最強形態。先祖代々受け継がれる心、親子の絆、2つの感情増幅炉を装備したドアマイガーDの力、これらが1つとなって発動した。
ドアマイガーDで作った京菓子
桜餅
第1話。道明寺粉を蒸し、糖蜜で甘さをつけた甘匠堂の桜餅を食べさせる。
水無月
第3話。小麦粉、片栗粉、砂糖、水を混ぜて型に流して蒸したものに小豆の粒餡を散らした、甘匠堂の水無月を食べさせる。
餡脱亭（あんだってい）
第4話。葛粉、砂糖、水を煮詰めて練ったものに餡を入れた、甘匠堂の葛菓子。御名はその場で宋眼先生の言葉から決めた。
調布の鮎
第5話。鮎の形をした、ふわっとした甘匠堂の和菓子。
水羊羹
第6話。砂糖、寒天、小豆を火にかけてじっくりと練り、型に流して冷やし固めた甘匠堂の水羊羹。
干菓子
第8話。和三盆と片栗粉を混ぜ、型に入れ打ち出した甘匠堂の御干菓子。
劇中にて、はんなりビッグスライダーにはこれのみが用いられていない。
きんとん
第12話。京極八九朗に教えてもらった最初の京菓子。
ちまき
第13話。端午の節句に無病息災や、息子の成長を祝う京菓子。

### 黒月（こくげつ）
第7話より登場。京極八九朗が乗るドアマイガーDに似た黒い巨大製菓機人。頭部は半月を模している。内蔵されている感情増幅炉は元々ドアマイガーDのものを持ち出したものであり、ドアマイガーDのきんとんで倒された後、感情増幅炉を返した。

### メカイジュウ
敵ロボット。名前の由来は「メカ」のような「怪獣」から。最初にギャオが出現した際、現場に居合わせたアンナが中継の最中に口走った。謎の男から放たれた吹き矢によって人間が変身させられているため、正確には巨大生命体と呼べる存在だが、ロボットのような姿ゆえに「メカイジュウ」と呼ばれている。大次郎がドアマイガーDで作った京菓子を食べると、大爆発と共に人間の姿へ戻る。
メカイジュウ・ピーラ / 酒之見花満（さけのみ はなみち）
声 - 大堀こういち（ピーラ）、辻本耕志（酒之見）
第1話に登場。酔っぱらった花見客が変身。
メカイジュウ・ギャオ / 美豚華子（みとん はなこ）
声 - 大堀こういち（ギャオ）、白鹿はるの（美豚）
第2話・第3話に登場。最初に出現したメカイジュウ。
美豚華子は後に甘匠堂の従業員となる。
メカイジュウ・ディビー / 多田尾コネ代（だだお コネよ）
声 - 大堀こういち（ディビー）、白鹿はるの（コネ代）
第4話に登場。常連客の近所のおばさんが変身。
メカイジュウ・ピーラ / 吉田たうろん（よしだ たうろん）
声 - 大堀こういち（ピーラ）、吉田ウーロン太（たうろん）
第5話に登場。京都のきれいな景色を観に来た観光客が変身。
メカイジュウ・ギャオ / 美豚マルオ（みとん マルオ）、芋草稲香（いもくさ いなか）、割飛弾司（わりとび だんし）
声 - 大堀こういち（ギャオ）、白鹿はるの（稲香）、吉田ウーロン太（マルオ）
第6話に登場。京都に修学旅行に来た学生達。

### ロバートの製菓機人
ジドン
第8話に登場。ロバート☆スイーツ社の自動製菓機人。あらゆる物体をスキャンしてその形の干菓子を作り、生産能力はドアマイガーDを圧倒する。
スキャニングビーム
手先から発射する光線。対象を3Dスキャンする。
ビームコンベア
目から発射する光線。体内で製造した干菓子をこれで輸送用トラックへ送る。
超ハイテク和三盆糖製造炉
ジドンの中心部にあたる部分。ジドンの目もこれの一部である。

ゼンジドン
第11話に登場。ジドンのパワーアップ型である自動製菓機人・改。スターサイクロンモードに変形することで、強力な掃除機と化す。

## スタッフ
- 監督[2][注 3]・演出・キャラクターデザイン - 土肥志文
- 脚本 - 吉田ウーロン太
- アニメーションプロデューサー - 仲村学
- 音楽 - 福田裕彦
- 音効 - 創音
- プロデューサー - 岡田豊（KBS京都）、種子島豊・福原直樹（tvk）、岩崎拓矢、高橋奈央
- アニメーション制作 - ILCA
- 制作 - KBS京都、tvk、ILCA
- 製作 - 甘匠堂

## 主題歌
オープニングテーマ「行け!ビックリドアマイガーD」
劇中のアクションシーンで使用されている。第2話から第12話までは未使用。
エンディングテーマ「ドンドコドアマイガー」
作詞 - 吉田ウーロン太 / 作曲・編曲 - 福田裕彦 / 歌 - 高野二郎

## 各話リスト
| 話数   | サブタイトル                   | 放送日        |
| ------ | ------------------------------ | ------------- |
| 第1話  | 和ませろ!荒れた心に桜餅!       | 2015年1月5日  |
| 第2話  | あけろ!隠されし歴史の扉!       | 2015年1月12日 |
| 第3話  | 見せろ!巨大製菓機人の力!       | 2015年1月19日 |
| 第4話  | 決めろ!京菓子の名前!           | 2015年1月26日 |
| 第5話  | 響け!伝統の木型!               | 2015年2月2日  |
| 第6話  | 切り分けろ!京の都で水ようかん! | 2015年2月9日  |
| 第7話  | 暴け!吹き矢男の正体!           | 2015年2月16日 |
| 第8話  | 受けて立て!アメリカからの刺客  | 2015年2月23日 |
| 第9話  | 紐解け!ドアマイガーD誕生秘話!  | 2015年3月2日  |
| 第10話 | 伝承せよ!封印の真実!           | 2015年3月9日  |
| 第11話 | 心してかかれ!最強の敵!         | 2015年3月16日 |
| 第12話 | 手を取り合え!親子の絆!         | 2015年3月23日 |
| 最終話 | 出し切れ!さらばドアマイガー!   | 2015年3月30日 |

## 放送局
| 放送期間                | 放送時間                     | 放送局       | 対象地域 | 備考                        |
| ----------------------- | ---------------------------- | ------------ | -------- | --------------------------- |
| 2015年1月5日 - 3月30日  | 月曜 19:55 - 20:00           | KBS京都      | 京都府   | 共同制作局 リピート放送あり |
| 2015年1月6日 - 3月31日  | 火曜 22:55 - 23:00           | tvk          | 神奈川県 | 共同制作局 リピート放送あり |
| 2015年1月11日 - 4月5日  | 日曜 12:55 - 13:00           | テレ玉       | 埼玉県   |                             |
| 2015年1月17日 - 6月20日 | 土曜 23:32 - 23:35           | 三重テレビ   | 三重県   | 隔週放送                    |
| 2015年4月7日 - 6月30日  | 火曜 22:55 - 23:00           | サンテレビ   | 兵庫県   |                             |
| 2016年4月3日 - 6月26日  | 日曜 1:42 - 1:47（土曜深夜） | 九州朝日放送 | 福岡県   |                             |

なお2015年4月現在、全編のネット配信はされていない。そのかわり、前回の約20秒のダイジェスト編が公式サイト (tvk) にてYouTube経由で配信されている。

## DVD
2015年5月27日に全話&特典映像を収録して発売。発売元：tvk、販売元：TCエンタテインメント。